# Corpus Clock
(John Taylor)

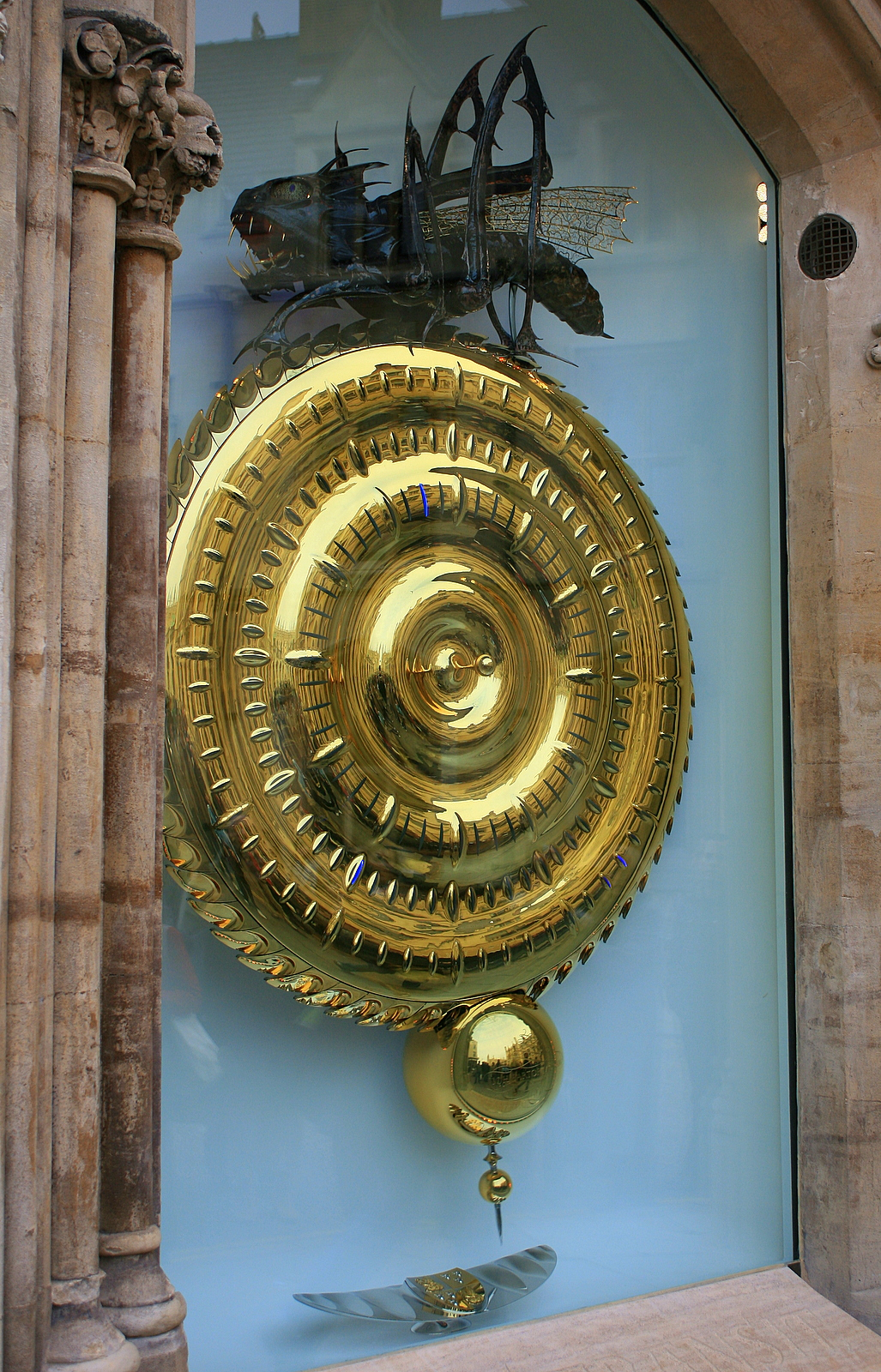
Il Corpus Clock

Il Corpus Clock (IPA: /ˈkɔː.pəs klɒk/), noto anche come Grasshopper Clock (Orologio cavalletta; /ˈɡrɑːsˌhɒp.ər klɒk/) o Chronophage (Cronofago; /krəʊnfæɡ/), è un monumentale orologio montato alla parete del Corpus Christi College, nella città britannica di Cambridge.
Progettato da John Taylor in cinque anni di lavoro e costato un milione di sterline, l'orologio è mosso da un motore elettrico avente un'autonomia pari a 250 anni ed è stato dedicato all'orologiaio inglese del XVII secolo John Harrison.
L'orologio è dotato di una serie di dispositivi LED che, marcando lo scorrere degli istanti, mostrano l'ora esatta. Lo stesso, inoltre, è stato riconosciuto come una delle migliori invenzioni prodotte nel 2008 dal settimanale statunitense TIME.

## Storia

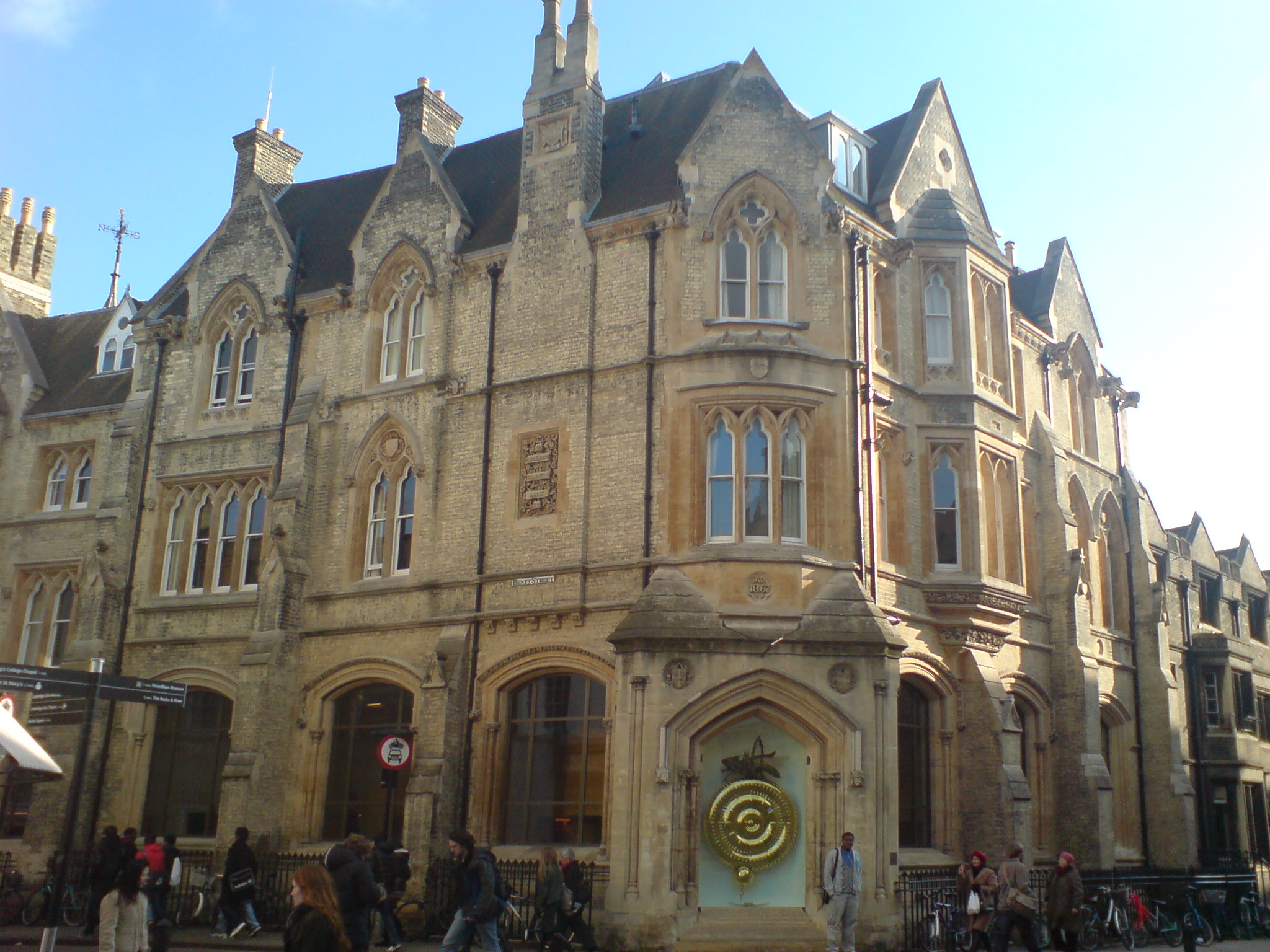
La Taylor Library e il Corpus Clock

L'orologio è stato concepito dall'architetto inglese John Taylor.
Taylor, insieme a duecento altre persone (che perlopiù svolgevano la professione di ingegnere, scultore, scienziato o gioielliere), investì un milione di sterline per il progetto che venne realizzato grazie a sei diverse tecnologie brevettate.
Il quadrante dorato è stato prodotto utilizzando un carico esplosivo per premere un sottile foglio di acciaio inox su uno stampo subacqueo in un «segreto istituto di ricerca militare ubicato nei Paesi Bassi».
Il progetto, inoltre, coinvolse anche l'ingegnere progettista Stewart Huxley e lo scultore Matthew Sanderson.
Il Corpus Clock, infine, venne presentato il 18 settembre 2008 dal noto cosmologo di Cambridge Stephen Hawking.

## Caratteristiche

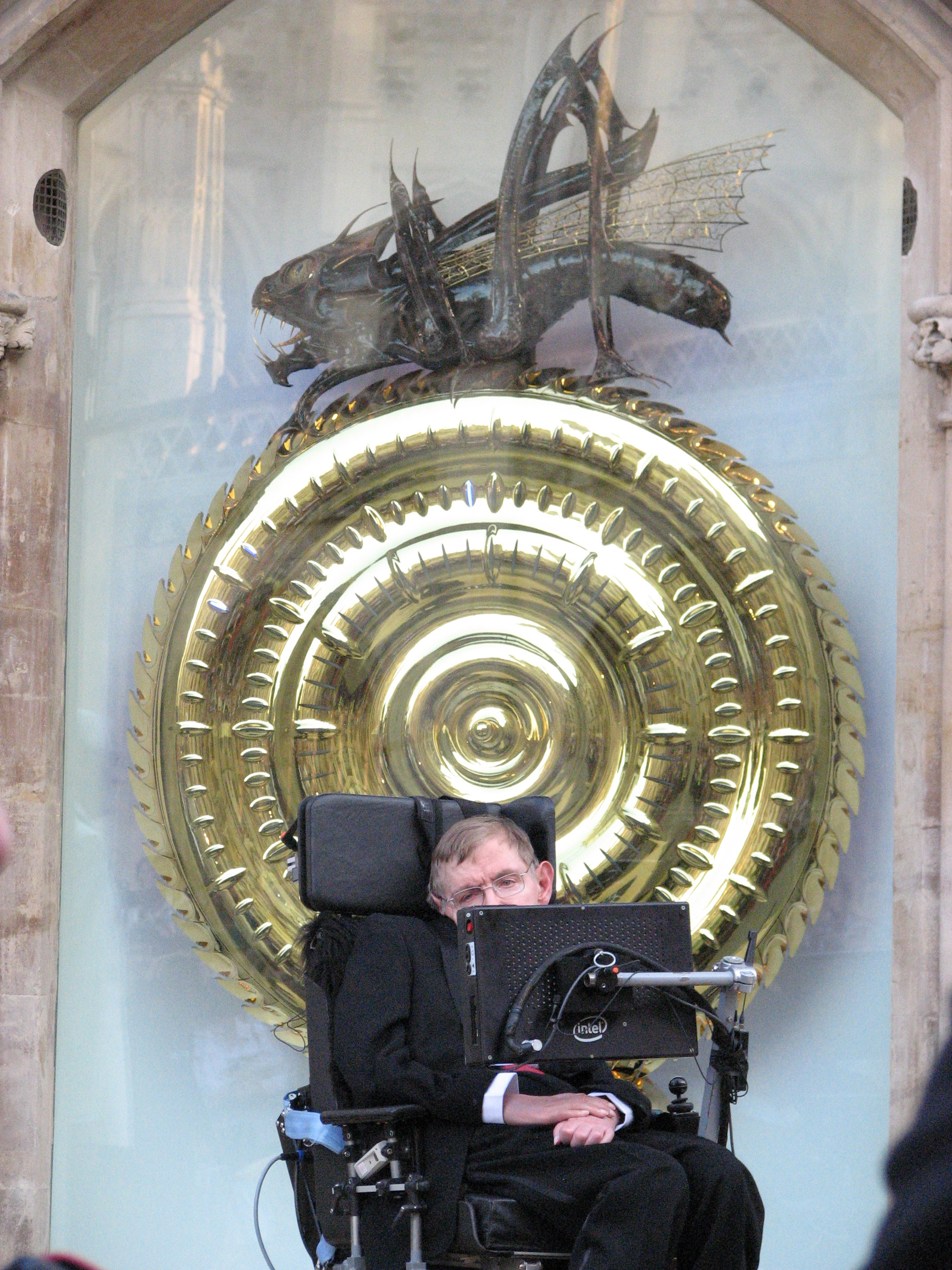
Presentazione dell'orologio ai giornalisti da parte di Stephen Hawking.

Il quadrante del Corpus Clock è un disco placcato d'oro 24 carati avente un diametro di 1,5 metri (5 ft).
Privo di numeri e di lancette, il cronografo è dotato di numerosissime fessure che, illuminandosi grazie a dei dispositivi LED, segnano il tempo; le fenditure sono disposte lungo tre cerchi concentrici che rappresentano le ore, i minuti ed i secondi.
L'orologio, come già accennato, funziona grazie a un motorino elettrico, progettato per funzionare almeno 250 anni consumando 180 watt.
Sfidando i canonici metodi di misurazione del tempo, il Corpus Clock funziona in maniera imprevedibile, con un meccanismo che lo fa accelerare o rallentare in modo apparentemente casuale, facendo sì che di fatto l'ora venga segnata esatta solo ogni cinque minuti.

## Significato
L'invenzione ha una profonda valenza simbolica. Essa, infatti, rappresenta sia l'irregolarità della vita che l'inevitabile passare del tempo.
L'importanza dell'orologio è stata evidenziata da Taylor che ne diede una curiosa interpretazione:
Il Corpus Clock è stato definito anche «ipnoticamente bello e profondamente inquietante».